# Klassifikation

Beispiel einer monohierarchischen Klassifikation

Beispiel einer Klassifikation eines zweidimensionalen Merkmalsraums in 5 Klassen und Klassierung eines Objektes

Eine Klassifikation, Typifikation oder Systematik (vom altgriechischen Adjektiv συστηματική [τέχνη] systēmatikē [technē], deutsch ‚die systematische [Vorgehensweise]‘) ist eine planmäßige Sammlung von abstrakten Klassen (auch Konzepten, Typen oder Kategorien), die zur Abgrenzung und Ordnung verwendet werden. Die einzelnen Klassen werden in der Regel mittels Klassifizierung – das heißt durch die Einteilungen von Objekten anhand bestimmter übereinstimmender Merkmale – gewonnen. Zahlreiche Klassifikationen sind hierarchisch in Ebenen mit unterschiedlicher Differenzierung strukturiert. Die Menge der Klassennamen bilden ein kontrolliertes Vokabular. Die Anwendung einer Klassifikation auf ein Objekt durch Auswahl einer passenden Klasse der gegebenen Klassifikation heißt Klassierung oder Klassenzuordnung.
Anwendung finden Klassifikationen unter anderem in Form von Taxonomien oder Typologien in den verschiedenen Wissenschaften. Beispiele für Systematiken sind die biologische Systematik, begründet mit dem Systema Naturae von Carl von Linné, die Internationale Klassifikation der Krankheiten (ICD) und verschiedene Bibliothekssystematiken.
Die grundlegende kognitive Fähigkeit zur Klassenbildung wird als kategoriales Denken bezeichnet, denn bereits die menschliche Begriffsbildung beruht auf der Klassenbildung für beliebige Objekte oder Ereignisse der alltäglichen Wahrnehmung.

## Taxonomie und Typologie
Obgleich die Begriffe „Taxonomie“ und „Typologie“ häufig synonym verwendet werden, bestehen klare Unterschiede zwischen taxonomischen und typologischen Klassifikationssystemen.

### Taxonomie
Naturwissenschaftliche Disziplinen verwenden eher den Begriff der „Taxonomie“ (auch „natürliche Klassifizierung“), der für eine in der Regel hierarchische Systematik (Klassen, Unterklassen usw.) steht, die
- empirisch (auf wiederholbarer Erfahrung beruhend),
- induktiv (vom Speziellen auf das Allgemeine schließend) und
- quantitativ (große Anzahl von verglichenen Merkmalen)

erstellt wurde. Das klassische Vorbild der Taxonomie stammt aus der Biologie. Daher sind solche Systematiken oftmals (allerdings nicht notwendigerweise) hierarchisch aufgebaut und bilden homologe Evolutionsprozesse ab. Dabei wird nach Ursprung, Entstehung oder Verwandtschaft klassifiziert (genetische Klassifikation).

### Typologie
Vorwiegend in sozialwissenschaftlichen Zusammenhängen wird häufig die „Typologie“ (auch „künstliche Klassifizierung“) verwendet, die
- konzeptionell (auf synthetischer Klassenbildung beruhend),
- deduktiv (vom Allgemeinen auf das Spezielle schließend) und
- qualitativ (speziell ausgewählte Merkmale)

hergeleitet wird. Bei Typologien (wozu u. a. die überholten Rassentheorien des Menschen, weltanschauliche oder psychologische Typenlehren, das Konzept der Kulturareale oder die gegenwärtig existierenden Systematiken für die ethnischen Religionen gehören) werden einige wenige „typische“ Merkmale herangezogen, durch die eine Klasse konstituiert wird. Entscheidend ist hier häufig weniger die tatsächliche Verwandtschaft, sondern eine phänotypische bzw. phänomenologische Klassifizierung nach analogen Eigenschaften, die zwar ein ähnliches Erscheinungsbild haben, aber nicht unbedingt verwandt sein müssen. Zudem sind diese Merkmale nie bei allen Objekten einer Klasse gleich deutlich ausgeprägt, sondern sie reichen vom „Idealtyp“ bis zu schwach ausgeprägten marginalen Typen, so dass klare Grenzziehungen in der Regel nicht möglich sind. Zumeist gibt es demnach auch Objekte, deren Zuordnung strittig oder gar unmöglich ist. Auch in der Geschichtswissenschaft spielt die Typologie als Denkform eine Rolle.

## Methodik und Aufbau
Klassifikationen umfassen in der Regel einzelne Informationsobjekte nach einem schlichten Document Object Model mit einer streng hierarchischen Struktur. Daher sind weder finale noch kausale oder temporale Ketten erfasst.

### Mono- und polyhierarchische Systematiken
Vom Prinzip her lassen sich zwei Klassifikationsstrukturen unterscheiden: Bei einer Monohierarchie (starke Hierarchie bzw. auch Hierarchie mit Einfachvererbung genannt) besitzt jede Klasse nur eine Oberklasse, so dass die gesamte Klassifikation eine Baumstruktur besitzt. Bei der Polyhierarchie (schwache Hierarchie oder Hierarchie mit Mehrfachvererbung genannt) kann eine Klasse auch mehreren Oberklassen untergeordnet werden. Wenn die Polyhierarchie stärker ausgeprägt ist und weitere Beziehungen zwischen den Klassen hinzukommen, spricht man eher von einem Thesaurus. Auch in der Biologie spricht man bei der Artenzuweisung von der Systematik.

### Analytische und synthetische Klassifikation
Eine andere Unterscheidung ist die in „Analytische Klassifikation“ (vom Allgemeinen zum Besonderen, auf Präkoordination ausgerichtet) und „Synthetische Klassifikation“ (vom Besonderen zum Allgemeinen, auf Postkoordination ausgerichtet). Viele Klassifikationen sind eher analytisch aufgebaut; ein prominentes Beispiel für synthetische Klassifikation ist die Facettenklassifikation.

### Klassifizierung von Begriffen
Wenn bei der Klassifikation von Begriffen die unter den Begriff (A) fallenden Gegenstände zugleich unter den Begriff (B) fallen, dann wird dadurch eine Ordnung zwischen den beiden Begriffen (A) und (B) festgelegt. Jeder Gegenstand vom untergeordneten Begriff (A) ist zugleich ein Gegenstand vom übergeordneten Begriff (B). Man spricht dann von einer „ist-ein“- oder „is-a“-Beziehung zwischen den Begriffen (A) und (B). Beispiel: Der Begriff Elektromotor ist ein untergeordneter Begriff der Kraftmaschine und erbt daher dessen Eigenschaften, zum Beispiel die Tatsache, dass es sich um eine Maschine handelt.
Andere Klassifikationen können beispielsweise nach den folgenden Beziehungen vorgenommen werden: „ist Teil von“ (Mereologie), „ist Mitglied von“, „ist erstellt von“. Bei diesen Klassifikationen findet keine Vererbung von Eigenschaften der Gegenstände statt.
In Klassifikationssystemen lassen sich zwei Bezeichnungsarten für die Begriffe bzw. Klassen unterscheiden:
- verbale Benennungen der Begriffe aus der natürlichen Sprache
- Künstliche Bezeichnungen durch eine Notation, die aus Zahlen, Sonderzeichen oder Buchstaben bestehen kann. Die Identifikation der in einer Klassifikation abgelegten Objekte kann durch eine Signatur geschehen.

## Einsatz
Systematiken werden zur Dokumentation (dort spricht man eher von „Klassifikation“), im Dokumentenmanagement (dort im Zusammenhang mit der Indexierung mit Metadaten), in der Warenwirtschaft (dort spricht man eher von „Warengruppen“) und in der Wissenschaft (dort spricht man eher von „Systematik“) verwendet. Ziel einer Systematik ist es, einen Überblick über die darin geordneten Objekte zu verschaffen (Analyse) und die thematische Suche unter ihnen zu ermöglichen (Ordnung).
Leistungen von Klassifikationssystemen sind:
- Zusammenfassung von isolierten Inhalten zu Klassen,
- eindeutigere Begriffsbeschreibung durch Notationen,
- Umgehung scheinbarer Verwandtschaftsbeziehungen,
- verbesserte Präzision und Vermeidung von Ballast beim Wiedergewinnen von Informationen.

### Vorteile
Vorteile von Klassifikationssystemen sind:
- Universalität, das heißt Orientierung auf den gesamten Bereich der Wissenschaft (Universalklassifikation) oder auf Teilgebiete (Fachklassifikationen),
- Kontinuität, das heißt die Verwendung über einen längeren Zeitraum,
- Aktualität, das heißt Fähigkeit zur Berücksichtigung neuer Erkenntnisse,
- Flexibilität durch Expansivität, (das heißt Möglichkeit zur Erweiterung des Klassifikationssystems),
- gute Anwendbarkeit im Kontext des World Wide Web, da Klassifikationssysteme sich gut als Hypertext-Systeme abbilden lassen (zum Beispiel Open Directory Project), wobei auch andere entgegengesetzte Konzepte in diesem Kontext gut abschneiden (zum Beispiel WebSom: Self-Organizing-Map).

### Nachteile
Nachteile von Klassifikationssystemen sind:
- Systematik ist festgelegt und relativ unbeweglich,
- Oft ist es kaum möglich eine solche Systematik vorab festzulegen.
- vorwiegend hierarchische Strukturen,
- keine syntagmatische Verknüpfung der Begriffe,
- eine Anpassung an den Fortschritt der Fachgebiete ist meist schwer umzusetzen,
- Sachverhalte werden oft in Klassen „gezwängt“, in die sie nicht vollständig passen, was zu einer Erschwerung des Suchvorganges und zu einem möglichen Informationsverlust führen kann,
- meist entstehen Restobjekte, die in keine der aufgestellten Klassen passen und so eine theoretisch unbefriedigende Residualkategorie erforderlich machen,
- meist keine objektiven Kriterien bei der Einsortierung neuer Einträge: es ist nicht immer klar in welche Kategorie ein Eintrag kommt,
- nur ein Weg führt zu der gesuchten Kategorie (im Gegensatz zu einer netzwerkartigen Anordnung von Themengruppen).

### Beispiel für die Klassifikation eines Buches
In der Regensburger Verbundklassifikation gibt es die Klasse mit der Notation NU 3025 für die Geschichte der Humboldt-Universität zu Berlin. Die dazugehörende Klasseneinteilung ist folgende:
- N Geschichte
- NU Geschichte der Wissenschaften und des Unterrichtswesens
- NU 1500-7950 Geschichte der Wissenschaften
- NU 2500-4250 Geschichte der wissenschaftlichen Institutionen
- NU 2500-4215 Universitäten und Hochschulen
- NU 3000-3329 Deutschsprachige Universitäten
- NU 3025 Berlin/Humboldt-Universität

Die meisten Klassifikationen sind streng monohierarchisch aufgebaut, das heißt, eine Klasse kann nur eine Oberklasse haben. Zur Klärung der Bedeutung einzelner Klassen setzt man unter anderem Kommentare (so genannte Scope Notes) und Verweisungen zwischen verwandten Klassen ein. In den meisten Systemen kann man Objekte auch mehreren Klassen zuordnen.
Das Buch Kommilitonen von 1933 über die Vertreibung von Studierenden der Berliner Humboldt-Universität ist beispielsweise zusätzlich den Klassen AL 50712 (Geschichte des Hochschul- und Universitätswesen der Humboldt-Universität) und NU 7100 (Sonstige Geschichte der Studenten als Teil der Geschichte der Wissenschaften) zugeordnet. In anderen Fällen muss jedoch eine Klasse als Einteilung genügen. Die Signatur in Bibliotheken, die den Aufstellungsort eines individuellen Buches bezeichnet, muss eindeutig sein, da es nur an einer Stelle aufgestellt werden kann. Umgekehrt können aber mehrere Bücher dieselbe Signatur besitzen.

## Beispiele

### Allgemeine Klassifikationen, Universalklassifikationen
- Universelle Dezimalklassifikation
- Dewey Decimal Classification
- Information Coding Classification
- Allgemeine Systematik für Öffentliche Bibliotheken

### Facettenklassifikationen
- Facettenklassifikationen
- Colon-Klassifikation nach S. R. Ranganathan

### Medizinische Klassifikationen
- Internationale Klassifikation der Krankheiten (ICD, International Classification of Diseases)
- Operationen- und Prozedurenschlüssel (OPS) – Klassifikation Prozeduren in der Medizin
- weitere vom DIMDI bzw. BfArM  bereitgestellte[5] Klassifikation:
  - ATC-Klassifikation
  - ICF Internationale Klassifikation der Funktionsfähigkeit, Behinderung und Gesundheit
  - IVD-EDMA – Klassifikation für In-vitro-Diagnostika
- TNM-Klassifikation – Klassifikation von Tumoren
- Klassifikation nach Schwarzbach – Einteilung von Sarkomen der Weichteilgewebe

### Weitere spezielle Klassifikationen
- Genetische Klassifikation von Sprachen (siehe Sprachfamilie)
- Patentklassifikationen
- Internationale Standard Klassifikation (ICS)
- Internationale Patentklassifikation (IPC)
- Die Mathematics Subject Classification
- Internationales Klassifikationssystem von Waren: UNSPSC, SITC (Außenhandel)
- Deutsches Material- und Warengruppensystem: ECLASS
- ETIM – Produktklassifikation im elektrotechnischen Bereich
- Proficl@ss – deutsches Klassifikationssystem, vorwiegend Werkzeug, Hartwaren
- Sachmerkmale der Normenreihe DIN 4000
- Klassifikation der Minerale (siehe Systematik der Minerale) und Gesteine
- Klassifikation der Weinbergslagen
- Klassifikation der Klimazonen beziehungsweise Klimaklassifikationen
- Klassifikation der Wolken
- Bodenklassifikation – Klassifikation der Böden
- Schiffsklassifikation – Klassifikation von Schiffen
- Schriftklassifikation – Klassifikation von Schriften
- Klassifizierungen von Musikinstrumenten
- CR Classification – Fachklassifikation der Informatik
- Klassifikation von Archivgut

### Statistische Klassifikationen
(in Klammer steht das Gebiet, wo die jeweilige Klassifikation für amtliche Statistiken gilt)
- Güter: SITC Rev. 4 (UNO), PRODCOM 2011, NSTR 1967, NST 2007, KN 2011, CPA 2008 (alle EU), GP 2009 (Deutschland) ÖPRODCOM 2011, OCPA 2008 (Österreich)
- Wirtschaftszweige: ISIC Rev. 4 (UNO), NACE Rev. 2 (EU), WZ 2008 (Deutschland), ÖNACE 2008 (Österreich)
- Berufe: ISCO 08 (UNO), KldB 2010 (Deutschland), Ö-ISCO 1988 (Österreich)
- Bauwerke: CC (EU)
- Wissenschaftszweige: ÖFOS 2002 (Österreich)

### Sonstige
- Expansive Classification (EC) von Charles Ammi Cutter (1837–1903)
- Subject Classification (SC) von James Duff Brown